# Ixobrychus
Ixobrychus  es un género de aves pelecaniformes de la familia Ardeidae distribuidas por Eurasia, América, África y Oceanía. Son los miembros más pequeños de la familia de las garzas. Viven en relación con el agua y se alimentan de peces, anfibios, crustáceos y otros animales acuáticos.
El nombre del género procede de la combinación de las palabras griegas ixias (junco) y brukhomai (bramar); una etimología que alude a las llamadas que emiten estas aves entre la vegetación palustre, similares a los mugidos, y a lo que deben también su nombre común de avetorillos. 

## Especies
El género Ixobrychus incluye 10 especies:
- Ixobrychus sinensis — avetorillo chino;[4]
- Ixobrychus minutus — Avetorillo común;[4]
- Ixobrychus dubius — avetorillo australiano;[5]
- Ixobrychus novaezelandiae — avetorillo de Nueva Zelanda (extinto);
- Ixobrychus eurhythmus — avetorillo manchú;[4]
- Ixobrychus cinnamomeus — avetorillo canelo;[4]
- Ixobrychus sturmii — avetorillo plomizo;[4]
- Ixobrychus flavicollis — avetorillo negro;[4]
- Ixobrychus exilis — avetorillo panamericano;[4]
- Ixobrychus involucris — avetorillo listado.[4]